# Związek gmin Donau-Heuberg
Związek gmin Donau-Heuberg – związek gmin (niem. Gemeindeverwaltungsverband) w Niemczech, w kraju związkowym Badenia-Wirtembergia, w rejencji Fryburg, w regionie Schwarzwald-Baar-Heuberg, w powiecie Tuttlingen. Siedziba związku znajduje się w mieście Fridingen an der Donau.
Związek zrzesza dwa miasta i pięć gmin:
- Bärenthal, 439 mieszkańców, 12,69 km²
- Buchheim, 620 mieszkańców, 18,31 km²
- Fridingen an der Donau, miasto, 3 115 mieszkańców, 22,47 km²
- Irndorf, 772 mieszkańców, 14,56 km²
- Kolbingen, 1 297 mieszkańców, 16,49 km²
- Mühlheim an der Donau, miasto, 3 480 mieszkańców, 21,73 km²
- Renquishausen, 725 mieszkańców, 7,70 km²